# Tour de Ski 2018-2019
Navigation
2017-2018 2019-2020
La 13e édition du Tour de Ski se déroule du 29 décembre 2018 au 6 janvier 2019. Cette compétition, intégrée à la coupe du monde 2018-2019, est organisée par la fédération internationale de ski. L'épreuve comprend sept étapes constituant un parcours entamé à Toblach en Italie, avant de faire étape au Val Müstair en Suisse, à Oberstdorf en Allemagne et à Val di Fiemme en Italie.
Les tenants du titre sont le Suisse Dario Cologna chez les hommes et la Norvégienne Heidi Weng chez les femmes.
La compétition est remportée par le Norvégien Johannes Høsflot Klæbo chez les hommes et sa compatriote Ingvild Flugstad Østberg chez les femmes.

## Calendrier
| Étape | Lieu          | Date        | Épreuves                          | Distance | Distance | Heures de départ  | Heures de départ  |
| Étape | Lieu          | Date        | Épreuves                          | Femmes   | Hommes   | Femmes            | Hommes            |
| ----- | ------------- | ----------- | --------------------------------- | -------- | -------- | ----------------- | ----------------- |
| 1     | Toblach       | 29 décembre | Sprint - Style Libre              | 1,5 km   | 1,5 km   | 12 h 00 + 14 h 30 | 12 h 00 + 14 h 30 |
| 2     | Toblach       | 30 décembre | Individuel - Style Libre          | 10 km    | 15 km    | 12 h 45           | 14 h 45           |
| 3     | Val Müstair   | 1er janvier | Sprint - Style Libre              | 1,3 km   | 1,3 km   | 9 h 15 + 12 h 00  | 9 h 15 + 12 h 00  |
| 4     | Oberstdorf    | 2 janvier   | Départ en ligne - Style Classique | 10 km    | 15 km    | 12 h 00           | 14 h 00           |
| 5     | Oberstdorf    | 3 janvier   | Poursuite - Style Libre           | 10 km    | 15 km    | 15 h 15           | 13 h 05           |
| 6     | Val di Fiemme | 5 janvier   | Départ en ligne - Style Classique | 10 km    | 15 km    | 14 h 00           | 15 h 10           |
| 7     | Val di Fiemme | 6 janvier   | Poursuite - Style libre           | 9 km     | 9 km     | 13 h 00           | 14 h 45           |

| \| Toblach Oberstdorf Val di Fiemme Val Mustair \| Sites des compétitions |
| Toblach Oberstdorf Val di Fiemme Val Mustair                              |

| Toblach Oberstdorf Val di Fiemme Val Mustair |

## Dotation
Chaque vainqueur du Tour de Ski remporte la somme de 55 000 francs suisse.
|                                       | 1.     | 2.     | 3.     | … | 10.   | Total   |
| ------------------------------------- | ------ | ------ | ------ | - | ----- | ------- |
| Classement général                    | 55 000 | 40 000 | 27 500 | … | 5 000 | 442 000 |
| Classement du sprint                  | 06 000 | 03 000 | 02 000 | — | —     | 022 000 |
| Étape                                 | 03 000 | 02 000 | 01 000 | — | —     | 084 000 |
| Leader du Tour (sauf le dernier jour) | 01 000 | —      | —      | — | —     | 012 000 |

## Classements

### Classement général
| Pos | Nom                    | Temps            |
| --- | ---------------------- | ---------------- |
| 1   | Johannes Høsflot Klæbo | 3 h 7 min 59 s 4 |
| 2   | Sergueï Oustiougov     | + 16 s 7         |
| 3   | Simen Hegstad Krüger   | + 48 s 8         |
| 4   | Sjur Røthe             | + 1 min 5 s 2    |
| 5   | Alexander Bolshunov    | + 1 min 26 s 6   |
| 6   | Andrey Melnichenko     | + 1 min 27 s 1   |
| 7   | Martin Johnsrud Sundby | + 2 min 4 s 2    |
| 8   | Denis Spitsov          | + 2 min 5 s 0    |
| 9   | Francesco De Fabiani   | + 2 min 18 s 5   |
| 10  | Andrey Larkov          | + 2 min 34 s 6   |

| Pos | Nom                      | Temps             |
| --- | ------------------------ | ----------------- |
| 1   | Ingvild Flugstad Østberg | 2 h 30 min 31 s 2 |
| 2   | Natalia Nepryaeva        | + 2 min 42 s      |
| 3   | Krista Pärmäkoski        | + 2 min 55 s 9    |
| 4   | Anastasia Sedova         | + 3 min 53 s 2    |
| 5   | Yulia Belorukova         | + 4 min 47 s 4    |
| 6   | Jessica Diggins          | + 5 min 13 s 5    |
| 7   | Heidi Weng               | + 6 min 49 s 3    |
| 8   | Masako Ishida            | + 9 min 16 s 2    |
| 9   | Astrid Øyre Slind        | + 9 min 30 s 5    |
| 10  | Mariy Istimona           | + 9 min 45 s      |

### Classement des sprints
| Pos | Nom                    | Temps      |
| --- | ---------------------- | ---------- |
| 1   | Johannes Høsflot Klæbo | 3 min 12 s |
| 2   | Alexander Bolshunov    | 1 min 50 s |
| 3   | Sergueï Oustiougov     | 1 min 36 s |
| 4   | Finn Hågen Krogh       | 0 min 48 s |
| 5   | Francesco De Fabiani   | 0 min 47 s |
| 6   | Simen Hegstad Krüger   | 0 min 40 s |
| 7   | Didrik Tønseth         | 0 min 36 s |
| 8   | Sjur Røthe             | 0 min 34 s |
| 9   | Calle Halfvarsson      | 0 min 21 s |
| 10  | Karl-Johan Westberg    | 0 min 22 s |

| Pos | Nom                      | Temps      |
| --- | ------------------------ | ---------- |
| 1   | Ingvild Flugstad Østberg | 2 min 19 s |
| 2   | Jessica Diggins          | 1 min 46 s |
| 3   | Natalia Nepryaeva        | 1 min 45 s |
| 4   | Yulia Belorukova         | 1 min 32 s |
| 5   | Krista Pärmäkoski        | 1 min 10 s |
| 6   | Anamarija Lampič         | 0 min 42 s |
| 7   | Tiril Udnes Weng         | 0 min 37 s |
| 8   | Anastasia Sedova         | 0 min 32 s |
| 9   | Alenka Čebašek           | 0 min 28 s |
| 10  | Heidi Weng               | 0 min 13 s |

## Détail des étapes

### Étape 1
29 décembre 2018, Toblach, Italie
- Les 30 sprinters qualifiés pour les 1/4 de finales bénéficient d'un bonus en secondes réparti comme suit :
  - Finale : 60–54–48–46–44–42
  - Demi-finale : 32–30–28–26–24–22
  - Quart de finale : 10–10–10–8–8–8–8–8–6–6–6–6–6–4–4–4–4–4

La première étape se déroule sous la forme d'un sprint en style libre sur le site italien de Dobbiaco, connu aussi sous le nom de Toblach en allemand. L'épreuve féminine voit la Suédoise Stina Nilsson s'imposer en finale devant sa compatriote Ida Ingemarsdotter et l'Américaine Jessica Diggins.
Suivent ensuite la Russe Yulia Belorukova, la Suédoise Linn Sömskar et l'Américaine Sadie Bjornsen. Aucune Norvégienne ne se qualifie pour la finale, Maiken Caspersen Falla, éliminée en demi-finale, terminant septième.
Chez les hommes, les Français Lucas Chanavat et Richard Jouve terminant respectivement deuxième et troisième des qualifications, devancés par le Norvégien Johannes Høsflot Klæbo. Plusieurs favoris du classement général, Dario Cologna, Martin Johnsrud Sundby, Simen Hegstad Krüger, Maurice Manificat, Alex Harvey, Evgeniy Belov, Didrik Tønseth, Sjur Røthe, Denis Spitsov ne franchissent pas ces qualifications, où deux autres Français, Baptiste Gros et Renaud Jay obtiennent une place pour les quarts de finale. Les deux demi-finales sont remportées par les Français, Jouve la deuxième et Chanavat la première où il devance Klæbo et Federico Pellegrino, celui-ci étant éliminé à ce stade. Lors de la finale, ils sont devancés par le Norvégien. Les Norvégiens Sindre Bjoernestad Skar et Emil Iversen devancent ensuite le Russe Alexander Bolshunov.
| Pos | Nom                    | Temps         | BS |
| --- | ---------------------- | ------------- | -- |
| 1   | Johannes Høsflot Klæbo | 2 min 17 s 99 | 60 |
| 2   | Richard Jouve          | + 0 s 34      | 54 |
| 3   | Lucas Chanavat         | + 0 s 39      | 48 |
| 4   | Sindre Bjørnestad Skar | + 0 s 76      | 46 |
| 5   | Emil Iversen           | + 1 s 67      | 44 |
| 6   | Alexander Bolshunov    | + 3 s 17      | 42 |

| Pos | Nom                | Temps         | BS |
| --- | ------------------ | ------------- | -- |
| 1   | Stina Nilsson      | 2 min 36 s 26 | 60 |
| 2   | Ida Ingemarsdotter | + 3 s 00      | 54 |
| 3   | Jessica Diggins    | + 3 s 07      | 48 |
| 4   | Yulia Belorukova   | + 3 s 16      | 46 |
| 5   | Linn Sömskar       | + 3 s 26      | 44 |
| 6   | Sadie Bjornsen     | + 3 s 40      | 42 |

### Étape 2
30 décembre 2018, Toblach, Italie
- Secondes de bonus : 15–10–5 aux 3 premiers fondeurs

La deuxième étape se déroule sur le même site de Toblach, en style libre sur un format individuel de 10 km chez les femmes et 15 km chez les hommes.
La Russe Natalia Nepryaeva devance la Norvégienne Ingvild Flugstad Oestberg de 0,3 s et une autre Russe, Anastasia Sedova, à 10 s 9. La Finlandaise Krista Pärmäkoski prend la quatrième place, devant Heidi Weng et Jessica Diggins. Nepryaeva prend également la tête du classement général, devançant Diggins de 5 s et Østberg de 28 s.
Chez les hommes, le Russe Sergueï Oustiougov s'impose, devançant Simen Hegstad Krueger de 12 s et Alexander Bolshunov. Un autre Russe se classe quatrième, Andrey Melnichenko, devant Didrik Tønseth et le Français Clément Parisse, à 30 s 1 et auteur de sa meilleure performance en Coupe du monde. Bolshunov prend la tête du classement général, devançant Ustiugov de 6 s et Klaebo, douzième temps de la course à 31 s, de 10 s.
| Pos | Nom                    | Temps         | BS |
| --- | ---------------------- | ------------- | -- |
| 1   | Sergueï Oustiougov     | 30 min 34 s 1 | 15 |
| 2   | Simen Hegstad Krüger   | + 12 s 2      | 10 |
| 3   | Alexander Bolshunov    | + 21 s 9      | 5  |
| 4   | Andrey Melnichenko     | + 27 s 4      |    |
| 5   | Didrik Tønseth         | + 28 s 0      |    |
| 6   | Clément Parisse        | + 30 s 1      |    |
| 7   | Denis Spitsov          | + 33 s 7      |    |
| 8   | Calle Halfvarsson      | + 43 s 0      |    |
| 9   | Florian Notz           | + 44 s 9      |    |
| 10  | Martin Johnsrud Sundby | + 45 s 2      |    |

| Pos | Nom                      | Temps         | BS |
| --- | ------------------------ | ------------- | -- |
| 1   | Natalia Nepryaeva        | 23 min 19 s 9 | 15 |
| 2   | Ingvild Flugstad Østberg | + 0 s 3       | 10 |
| 3   | Anastasia Sedova         | + 10 s 9      | 5  |
| 4   | Krista Parmakoski        | + 17 s 4      |    |
| 5   | Heidi Weng               | + 21 s 2      |    |
| 6   | Jessica Diggins          | + 27 s 2      |    |
| 7   | Yulia Belorukova         | + 36 s 1      |    |
| 8   | Nathalie von Siebenthal  | + 44 s 0      |    |
| 9   | Kari Øyre Slind          | + 49 s 0      |    |
| 10  | Katharina Hennig         | + 49 s 5      |    |

### Étape 3
1er janvier 2019, Val Müstair, Suisse
- Les 30 sprinteurs qualifiés pour les 1/4 de finales bénéficient d'un bonus en secondes réparti comme suit :
  - Finale : 60–54–48–46–44–42
  - Demi-finale : 32–30–28–26–24–22
  - Quart de finale : 10–10–10–8–8–8–8–8–6–6–6–6–6–4–4–4–4–4

La troisième étape, qui cette fois se déroule en Suisse sur le site de Val Müstair après une journée de repos est de nouveau un sprint libre.
Comme lors de la première journée, l'épreuve féminine voit Nilsson s'imposer en force chez les femmes et Klæbo chez les hommes.
A l'issue de la troisième journée, Diggins reprend la tête du classement devant Østberg et Nepryaeva.
Chez les hommes, Klæbo reprend la première place à Bolnushov, Oustiougov conservant sa deuxième place devant son compatriote.
| Pos | Nom                    | Temps        | BS |
| --- | ---------------------- | ------------ | -- |
| 1   | Johannes Høsflot Klæbo | 3 min 3 s 78 | 60 |
| 2   | Federico Pellegrino    | + 2 min 35 s | 54 |
| 3   | Sergueï Oustiougov     | + 3 s 07     | 48 |
| 4   | Richard Jouve          | + 3 s 08     | 46 |
| 5   | Emil Iversen           | + 3 s 61     | 44 |
| 6   | Sindre Bjørnestad Skar | + 43 s       | 42 |

| Pos | Nom                      | Temps         | BS |
| --- | ------------------------ | ------------- | -- |
| 1   | Stina Nilsson            | 3 min 31 s 91 | 60 |
| 2   | Sophie Caldwell          | + 2 s 27      | 54 |
| 3   | Jessica Diggins          | + 2 s 27      | 48 |
| 4   | Ingvild Flugstad Østberg | + 3 s 54      | 46 |
| 5   | Maiken Caspersen Falla   | + 4 s 58      | 44 |
| 6   | Lotta Udnes Weng         | + 20 s 73     | 42 |

### Étape 4
2 janvier 2019, Oberstdorf, Allemagne
- Bonus
  - Sprints intermédiaires (aux km 5,7 et 10,7) : 15-12-10-8-6-5-4-3-2-1
  - Final : 15-10-5

Disputée en mass start (départ groupé), la quatrième étape du Tour de Ski fait cette fois-ci escale en Allemagne.
Depuis le début de la compétition, les tenants du titre (Cologna et Weng) n'ont pas fait preuve d'une grande forme. À l'issue de cette nouvelle étape, leur classement respectif (16e et 8e) ne laisse entrevoir que peu d'espoir d'un nouveau titre.
Chez les hommes, la course reste longtemps cadenassée. Il faut attendre les derniers 2,5 km pour voir la course s'accélérer et les écarts se creuser. Iversen prend un léger avantage qu'il conserve jusqu'à l'arrivée, où il devance l'Italien Francesco De Fabiani et Sergueï Oustiougov. Johannes Høsflot Klæbo reste en tête du classement général devant Sergey Ustiugov. Bolshunov perd sa troisième place au général au profit d'Iversen grâce aux secondes de bonus.
Du côté des femmes, la situation devient rapidement explosive et le duel Østberg / Nepryaeva creuse rapidement l'écart. Longtemps accrochée au duo de tête, Pärmäkoski finit par décrocher. C'est Anastasia Sedova qui termine troisième, à 6 s. La quatrième est la Norvégienne Astrid Uhrenholdt Jacobsen qui devance Krista Pärmäkoski et Yulia Belorukova. Østberg augmente son avance au classement général, le portant à 24 s sur Nepryaeva grâce aux 15 s de bonus. Belorukova est désormais à 1 min 10 s, Jessica Diggins et Parmakoski à 1 min 30 s, Sedova à 1 min 47 s, Jacobsen à 2 min 10 s, Heidi Weng à 2 min 25 s.
| Pos | Nom                    | Temps         | BS |
| --- | ---------------------- | ------------- | -- |
| 1   | Emil Iversen           | 45 min 30 s 3 | 21 |
| 2   | Francesco De Fabiani   | + 0 s 9       | 10 |
| 3   | Sergueï Oustiougov     | + 2 s 0       | 5  |
| 4   | Sjur Roethe            | + 2 s 1       | 22 |
| 5   | Calle Halfvarsson      | + 3 s 2       | 1  |
| 6   | Didrik Tønseth         | + 3 s 6       | 30 |
| 7   | Evgeniy Belov          | + 4 s 4       |    |
| 8   | Andrey Larkov          | + 5 s 5       | 3  |
| 9   | Johannes Høsflot Klæbo | + 5 s 6       | 12 |
| 10  | Maxim Vylegzhanin      | + 6 s 8       |    |

| Pos | Nom                        | Temps        | BS |
| --- | -------------------------- | ------------ | -- |
| 1   | Ingvild Flugstad Østberg   | 32 min 8 s 9 | 30 |
| 2   | Natalia Nepryaeva          | + 0 s 1      | 20 |
| 3   | Anastasia Sedova           | + 5 s 3      | 10 |
| 4   | Astrid Uhrenholdt Jacobsen | + 12 s 9     | 8  |
| 5   | Krista Pärmäkoski          | + 15 s 9     | 12 |
| 6   | Yulia Belorukova           | + 16 s 2     | 6  |
| 7   | Teresa Stadlober           | + 20 s 6     | 3  |
| 8   | Heidi Weng                 | + 23 s 6     | 4  |
| 9   | Katharina Hennig           | + 56 s 5     | 2  |
| 10  | Stina Nilsson              | + 56 s 6     |    |

### Étape 5
3 janvier 2019, Oberstdorf, Allemagne
Lors de la poursuite également disputée à Oberstdorf, en style libre sur une distance de quinze kilomètres, Sergueï Oustiougov rejoint rapidement avec une quinzaine de secondes de Johannes Høsflot Klæbo qui a attendu son retour. Ustiugov essaye plusieurs fois de s'échapper mais Klæbo reste avec lui puis s'impose face au Russe dans la dernière ligne droite. La troisième place est prise par Alexander Bolshunov qui dispute l'ensemble de la course seul. Suit ensuite un duo norvégien composé de Simen Hegstad Krüger et Sindre Bjoernestad Skar.
Chez les femmes, Ingvild Flugstad Østberg, partie avec un peu plus de 20 s sur Natalia Nepryaeva, fait l'ensemble de la course seule et accentue encore son avantage au classement de la coupe du monde. Jessica Diggins et Krista Pärmäkoski parties derrière Yulia Belorukova rejoignent cette dernière. Une accélération de l'Américaine dans la dernière montée est fatale à Pärmäkoski qui termine à une dizaine de secondes de ses deux adversaires. Diggins devance finalement Belorukova au srint pour terminer troisième.
Avec les bonus, Østberg compte désormais 35 s d'avance sur Nepryaeva et 1 min 22 s sur l'Jessica Diggins.
| Pos | Nom                    | Temps          | BS |
| --- | ---------------------- | -------------- | -- |
| 1   | Johannes Høsflot Klæbo | 35 min 7 s 5   | 15 |
| 2   | Sergueï Oustiougov     | + 0 s 4        | 10 |
| 3   | Alexander Bolshunov    | + 1 min 8 s 2  | 5  |
| 4   | Sindre Bjørnestad Skar | + 1 min 41 s 5 |    |
| 5   | Simen Hegstad Krüger   | + 1 min 42 s 5 |    |
| 6   | Francesco De Fabiani   | + 1 min 56 s 9 |    |
| 7   | Calle Halfvarsson      | + 1 min 57 s 4 |    |
| 8   | Finn Haagen Krogh      | + 1 min 58 s 3 |    |
| 9   | Andrey Melnichenko     | + 1 min 59 s 2 |    |
| 10  | Clément Parisse        | + 2 min 0 s 2  |    |

| Pos | Nom                      | Temps          | BS |
| --- | ------------------------ | -------------- | -- |
| 1   | Ingvild Flugstad Østberg | 26 min 48 s 1  | 15 |
| 2   | Natalia Nepryaeva        | + 30 s 4       | 10 |
| 3   | Jessica Diggins          | + 1 min 12 s 6 | 5  |
| 4   | Yulia Belorukova         | + 1 min 12 s 7 |    |
| 5   | Krista Pärmäkoski        | + 1 min 23 s 6 |    |
| 6   | Anastasia Sedova         | + 2 min 18 s 8 |    |
| 7   | Heidi Weng               | + 3 min 0 s 7  |    |
| 8   | Kari Øyre Slind          | + 3 min 36 s 1 |    |
| 9   | Teresa Stadlober         | + 3 min 36 s 6 |    |
| 10  | Lotta Udnes Weng         | + 3 min 49 s 7 |    |

### Étape 6
5 janvier 2019, Val di Fiemme, Italie
- Bonus
  - Sprints intermédiaires hommes (aux km 6,1 et 11,1) : 15-12-10-8-6-5-4-3-2-1
  - Sprints intermédiaires femmes (au km 6,1) : 15-12-10-8-6-5-4-3-2-1
  - Final : 15-10-5

| Pos | Nom                    | Temps         | BS |
| --- | ---------------------- | ------------- | -- |
| 1   | Johannes Høsflot Klæbo | 40 min 52 s 6 | 45 |
| 2   | Francesco De Fabiani   | + 0 s 6       | 17 |
| 3   | Alexander Bolshunov    | + 2 s 6       | 22 |
| 4   | Andrey Larkov          | + 3 s 4       | 4  |
| 5   | Maksim Vylegzhanin     | + 4 s 6       | 1  |
| 6   | Andrey Sabakarev       | + 6 s 3       | 8  |
| 7   | Hans Christer Holund   | + 13 s 0      |    |
| 8   | Denis Spitsov          | + 27 s 1      |    |
| 9   | Andrew Musgrave        | + 29 s 0      |    |
| 10  | Martin Johnsrud Sundby | + 29 s 9      | 4  |

| Pos | Nom                      | Temps          | BS |
| --- | ------------------------ | -------------- | -- |
| 1   | Ingvild Flugstad Østberg | 29 min 34 s 4  | 30 |
| 2   | Natalia Nepryaeva        | + 10 s         | 22 |
| 3   | Anastasia Sedova         | + 10 s 8       | 11 |
| 4   | Krista Pärmäkoski        | + 12 s 5       | 8  |
| 5   | Yulia Belorukova         | + 39 s 7       | 10 |
| 6   | Heidi Weng               | + 1 min 10 s 0 | 5  |
| 7   | Jessica Diggins          | + 1 min 19 s 3 | 4  |
| 8   | Anamarija Lampič         | + 1 min 36 s 8 |    |
| 9   | Moa Molander Kristiansen | + 1 min 36 s 9 |    |
| 10  | Laura Mononen            | + 1 min 36 s 9 |    |

### Étape 7
6 janvier 2019, Val di Fiemme, Italie
Ascension finale : Poursuite, Style Libre, Départ avec Handicap (9 km)
Le classement de la dernière étape est déterminé selon le principe du « Fastest of the Day », temps de l'étape, et non selon l'ordre d'arrivée, qui en raison du handicap au départ de la course, détermine le classement général. C'est ce classement au temps qui accorde les points coupe du monde de cette étape.
| Pos | Nom                     | Temps       | BS |
| --- | ----------------------- | ----------- | -- |
| 1   | Sjur Røthe              | 30 min 32 s |    |
| 2   | Simen Hegstad Krüger    | + 1 s 3     |    |
| 3   | Andrey Melnichenko      | + 28 s 6    |    |
| 4   | Jules Lapierre          | 29 s 8      |    |
| 5   | Florian Notz            | 45 s 8      |    |
| 6   | Hans Christer Holund    | 51 s 4      |    |
| 7   | Andrey Larkov           | 53 s 6      |    |
| 8   | Denis Spitsov           | 56 s 3      |    |
| 9   | Martin Johnsrud Sundby  | 56 s 6      |    |
| 10  | Irineu Esteve Altimiras | 1 min 9 s 9 |    |

| Pos | Nom                      | Temps          | BS |
| --- | ------------------------ | -------------- | -- |
| 1   | Ingvild Flugstad Østberg | 35 min 15 s 0  |    |
| 2   | Krista Pärmäkoski        | + 42 s 8       |    |
| 3   | Anastasia Sedova         | + 49 s 6       |    |
| 4   | Anna Nechaevskaya        | + 57 min 2 s   |    |
| 5   | Laura Mononen            | + 1 min 10 s 9 |    |
| 6   | Mariya Istomina          | + 1 min 29 s 7 |    |
| 7   | Nathalie von Siebenthal  | + 1 min 38 s 3 |    |
| 8   | Lisa Vinsa               | + 1 min 38 s 7 |    |
| 9   | Masako Ishida            | + 1 min 46 s 3 |    |
| 10  | Natalia Nepryaeva        | + 1 min 48 s 6 |    |